# 140 (số)
140 (một trăm bốn mươi) là một số tự nhiên ngay sau 139 và ngay trước 141.